# Laurent Eynac

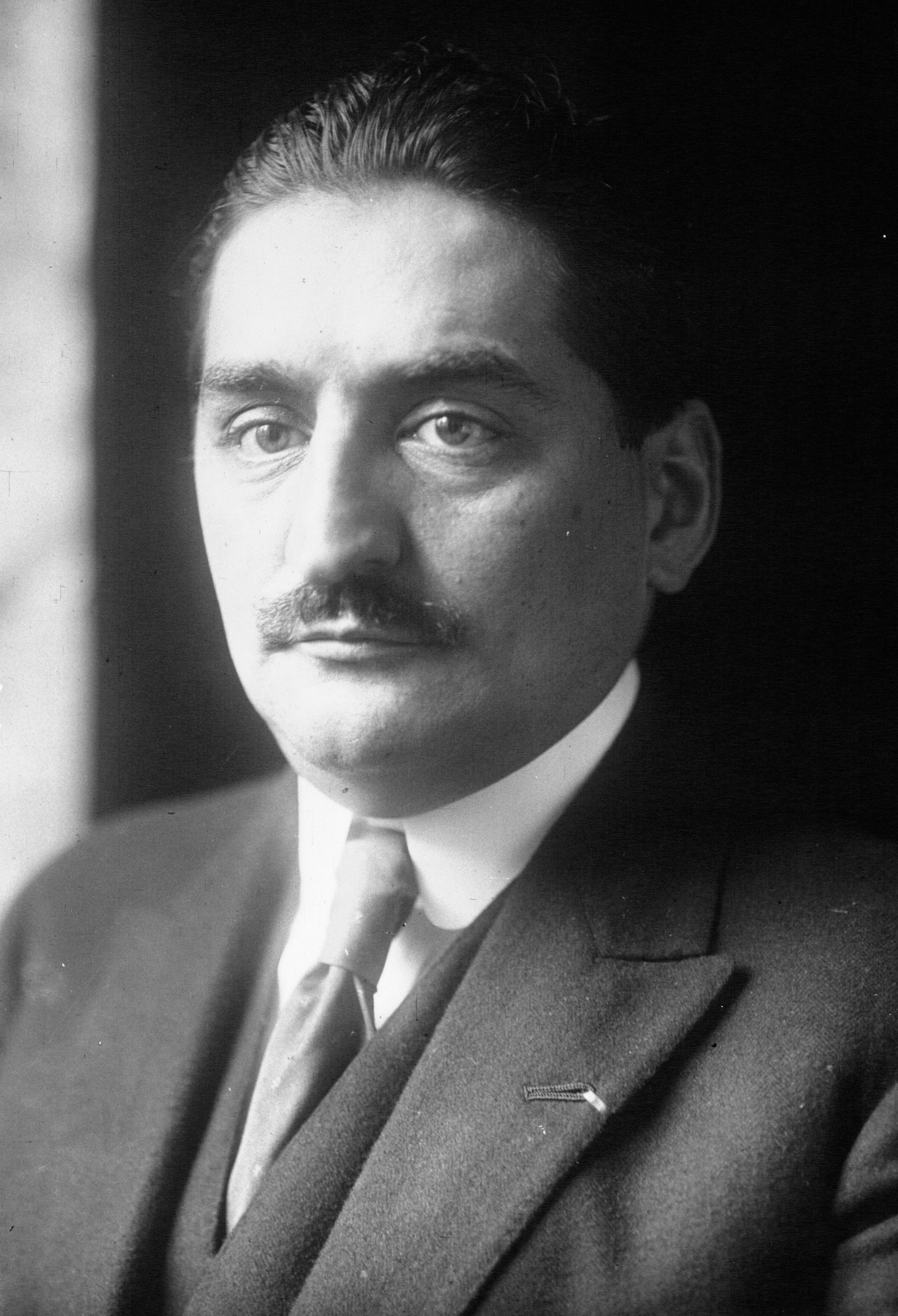
Laurent Eynac (1921)

Laurent Eynac (Geburtsname: Victor Laurent-Eynac; * 4. Oktober 1886 in Le Monastier-sur-Gazeille, Département Haute-Loire; † 16. Dezember 1970 in Paris) war ein französischer Politiker der Républicains de gauche (RDG) sowie der Gauche radicale (GR), der unter anderem zwischen 1914 und 1935 Mitglied der Abgeordnetenkammer war. Er bekleidete zudem in den 1930er sowie zu Beginn der 1940er Jahre zahlreiche Ministerämter in verschiedenen Kabinetten. Von 1935 bis zum Ende der Dritten Republik war er Mitglied des Senats.

## Leben

### Rechtsanwalt, Mitglied der Nationalversammlung und Erster Weltkrieg
Laurent Eynac begann nach dem Besuch des Lycée du Puy ein Studium der Rechtswissenschaften an der Universität von Paris, das er mit einem Lizenziat abschloss. Er erwarb zudem einen Doktor der Rechte an der Universität von Paris und war nach seiner anwaltlichen Zulassung als Rechtsanwalt am Berufungsgericht (Cour d’Appel) von Paris tätig. 
Sein politisches Engagement begann er 1913 mit der Wahl zum Mitglied des Generalrates (Conseil général) des Département Haute-Loire. Am 26. April 1914 wurde er erstmals zum Mitglied der Nationalversammlung (Assemblée nationale) gewählt und vertrat in dieser nach seinen Wiederwahlen am 16. November 1919, 11. Mai 1924, 22. April 1928 und 1. Mai 1932 bis zum 30. Januar 1936 ebenfalls das Département Haute-Loire. Bis 1924 gehörte er der Fraktion Républicains de gauche (RDG) an, die nur aus historischen Gründen so hieß und tatsächlich im Parlament rechts der Mitte saß.
Nach Ausbruch des Ersten Weltkrieges und der Anordnung der französischen Mobilmachung zum 2. August 1914 wurde er zum Dienst in einem Militärkrankenhaus einberufen, in dem er Verwaltungsoffizier für Versorgung war. Er trat bald auf seinen Wunsch einem Aufklärungsgeschwader bei und wurde 1916 als Unterleutnant Flieger-Bomber-Offizier im Geschwader V 110 (escadrille V 110). Für sein vorbildliches Verhalten wurde er am 31. Dezember 1916 im Kriegstagebuch erwähnt.

### Generalkommissar und Unterstaatssekretär
Nach Kriegsende übernahm Eynac seine ersten Regierungsämter und war zwischen dem 2. Juni 1920 und dem 16. Januar 1921 Generalkommissar für Benzin und Erdöl (Commissaire général aux Essences et pétroles). Im Anschluss fungierte er vom 16. Januar 1921 bis 29. März 1924 erstmals als Unterstaatssekretär für Luftfahrt und Luftverkehr (Sous-secrétaire d’Etat à lAéronautique et aux Transports aériens) und hatte dieses Amt vom 14. Juni 1924 bis zum 17. April 1925 erneut inne. Nachdem er 1924 die Républicains de gauche (RDG) verlassen hatte, trat er der Gauche radicale (GR) bei, die trotz ihres Namens ebenfalls rechts der Mitte stand. Danach war er zwischen dem 17. und 20. April 1925 kurzzeitig Hoher Kommissar für öffentliche Arbeiten (Haut-Commissaire aux Travaux publics (Aéronautique et Transports aériens)) und war als solcher auch weiterhin für Luftfahrt und Luftverkehr zuständig. Anschließend übte er zwischen dem 20. April 1925 und dem 19. Juli 1926 zum dritten Mal den Posten als Unterstaatssekretär für Luftfahrt und Luftverkehr aus.

### Minister

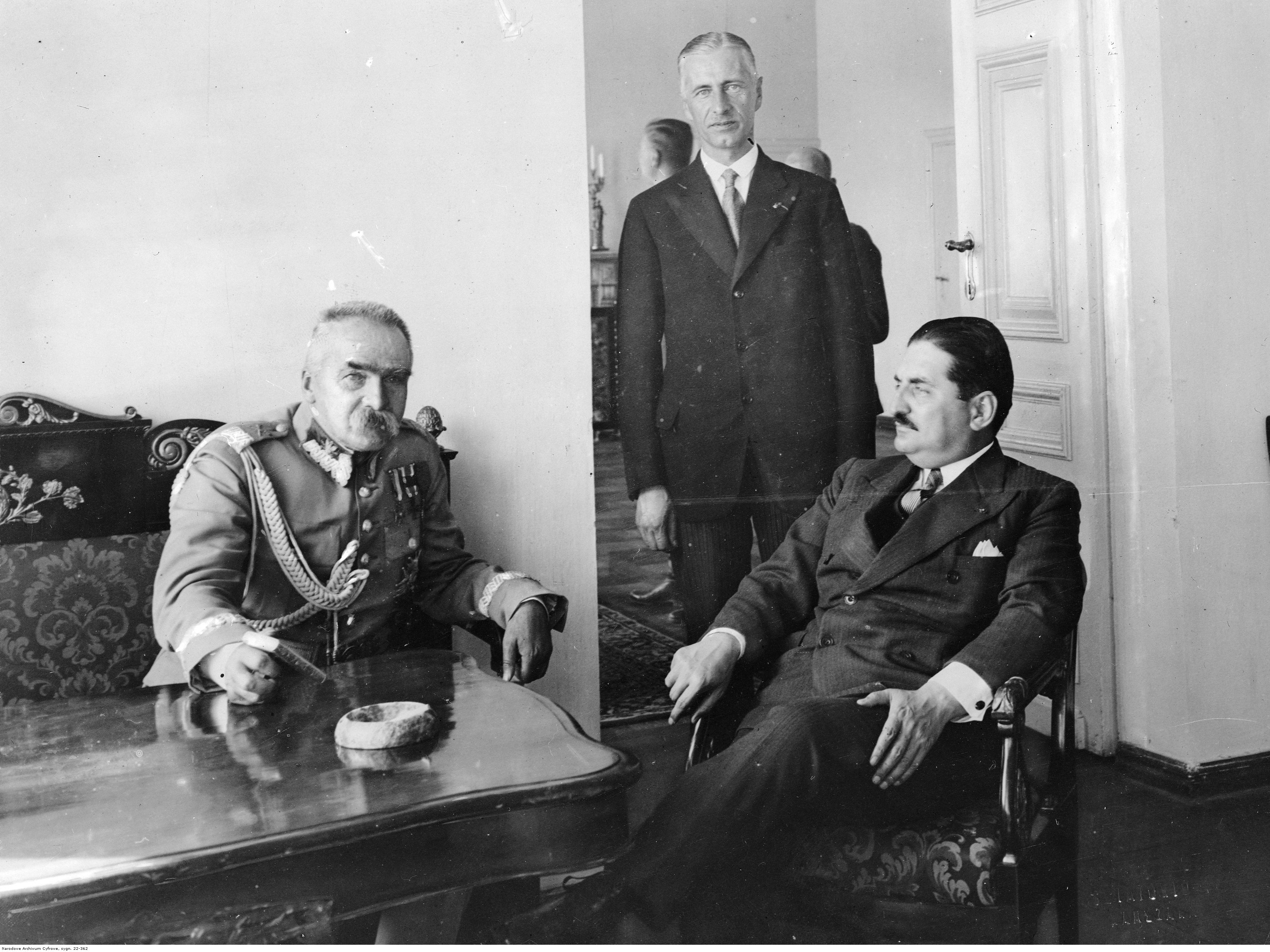
Luftfahrtminister Laurent Eynac (rechts) bei einem Besuch in Polen mit Marschall Józef Piłsudski (links) und Władysław Raczkiewicz (Mitte) (6. August 1930).

Am 14. September 1928 wurde Laurent Eynac als erster Luftfahrtminister Frankreichs (Ministre de l’Air) in das vierte Kabinett Poincaré berufen und gehörte diesem bis zum 11. November 1928 an. Das Amt des Luftfahrtministers bekleidete er anschließend vom 11. November 1928 bis zum 29. Juli 1929 auch im fünften Kabinett Poincaré, zwischen dem 29. Juli und dem 3. November 1929 im elften Kabinett Briand, vom 3. November 1929 bis zum 21. Februar 1930 im ersten Kabinett Tardieu, zwischen dem 21. Februar und dem 2. März 1930 im ersten Kabinett Chautemps sowie vom 2. März bis zum 13. Dezember 1930 im zweiten Kabinett Tardieu.
Am 18. Dezember 1932 übernahm Eynac im Kabinett Paul-Boncour das Amt als Minister für Post, Telegrafie und Telefonie (Ministre des Postes, Télégraphes et Téléphones) und gehörte diesem Kabinett bis zum 31. Januar 1933 an. Die Funktion des Ministers für Post, Telegrafie und Telefonie hatte er zwischen dem 31. Januar und dem 26. Oktober 1933 auch im ersten Kabinett Daladier inne. Im darauf folgenden ersten Kabinett Sarraut bekleidete er vom 26. Oktober bis zum 26. November 1933 zum Mal als Minister für Handel und Industrie (Ministre du Commerce et de l’Industrie). Anschließend war er vom 26. November 1933 bis zum 30. Januar 1934 im zweiten Kabinett Chautemps weiterhin Minister für Handel und Industrie. Das Amt des Ministers für Handel und Industrie hatte er zwischen dem 1. und dem 7. Juni 1935 auch im Kabinett Bouisson inne.
Im Anschluss wurde Laurent Eynac am 7. Juni 1935 als Minister für öffentliche Arbeiten (Ministre des Travaux publics) in das vierte Kabinett Laval berufen und gehörte diesem bis zum 24. Januar 1936 an.

### Senator und Nachkriegszeit
Am 15. September 1935 wurde Eynac als Nachfolger des am 17. Juni 1935 verstorbenen Julien Fayolle zum Mitglied des Senats (Sénat) gewählt und vertrat in diesem bis zum 31. Dezember 1944 das Département Haute-Loire. Am 21. März 1940 wurde er schließlich erneut als Luftfahrtminister in das Kabinett Reynaud und gehörte diesem bis zum 16. Juni 1940 an. Am 10. Juli 1940 gehörte er zu jenen Abgeordneten des Senats, die für das Ermächtigungsgesetz stimmten, das Philippe Pétain zum Staatschef machte, die Dritte Republik de facto abschaffte und zur Errichtung des Vichy-Regimes führte.
Nach der Befreiung wurde er von der Nationalversammlung in die Versammlung der Französischen Union (Union française) berufen, deren Vizepräsident er von 1947 bis 1958 war. In dieser war er zugleich zwischen 1947 und 1958 Vorsitzender der Fraktion des Rassemblement des gauches républicaines. Am 4. Juni 1959 wurde er zum Mitglied in den Wirtschafts- und Sozialrat (Conseil économique et social) berufen und gehörte diesem bis 1964 an.

## Ehrungen und Auszeichnungen
Laurent Eynac war Träger des Croix de guerre 1914–1918 und Kommandeur der Ehrenlegion.
1930 zeichnete ihn das Vereinigte Königreich ehrenhalber als Knight Grand Cross des Order of the British Empire aus, in Anerkennung der Verdienste Frankreichs um britische Staatsangehörige beim Absturz des Luftschiffs R101 in Beauvais.

## Veröffentlichungen
- Die französische Luftwaffe und die Luftpakete. In: Pariser Tageblatt, Band 3, 9. Oktober 1935, Nr. 666.